# Josef Wolf
Josef Wolf (ur. 1903, zm. ?) – zbrodniarz nazistowski, członek załogi niemieckiego obozu koncentracyjnego Dachau i SS-Oberscharführer.
W latach 1941–1943 pełnił służbę w obozie Dachau, gdzie kierował magazynem, w którym sortowano buty, którym należały uprzednio do ofiar zamordowanych w obozie Auschwitz-Birkenau, a także do więźniów kierowanych do Dachau. Kilkakrotnie uczestniczył wówczas w egzekucjach, między innymi jeńców radzieckich, mówiąc o nich: "to nie ludzie, tylko zwierzęta". Oprócz tego skazywał podległych więźniów na okrutne kary i znęcał się nad nimi.
W procesie członków załogi Dachau (US vs. Anton Weber i inni), który w dniach 6–11 grudnia 1946 toczył się przed amerykańskim Trybunałem Wojskowym w Dachau Josef Wolf skazany został na 20 lat pozbawienia wolności.